# Domenico Sciassia
Domenico Sciassia (né entre 1599 et 1603 à Roveredo en Suisse et mort le 19 février 1679 à Graz) est un architecte du début du baroque qui a principalement travaillé en Styrie et en Basse-Autriche.

## Biographie
Domenico Sciassia a commencé à travailler en 1635 en tant que collaborateur de Cypriano Biasino à l'abbaye de Göttweig où il aurait œuvré seul sur la crypte. En 1654, il épousa la belle-fille de Biasino. 
Dès 1638, il fut responsable de la rénovation de l'abbaye de Lilienfeld, et à partir de 1639 de celle de St. Lambrecht. Il conçut l’impressionnante façade à trois tours de la basilique de Mariazell, l’ancienne abbaye de Saint Lambrecht de Graz qui aujourd'hui accueille une partie du musée universel de Joanneum ainsi que les églises paroissiales de Saint Veit à Graz, édifiée de 1657 à 1662 dans un style Renaissance, de Judenburg, de Köflach et la collégiale de Vorau. Il dessina également les plans du bâtiment du couvent bénédictin de Piber qui abrite aujourd'hui les services administratifs, le musée et des logements de fonctions du haras. En 1668, il dessina les façades de la collégiale de Göttweig. II a aussi participé à la construction du couvent des capucins de Krems et de l'église de pèlerinage de Maria Taferl.

## Dans la littérature
- Friedrich Polleroß : Plaisir de voyager et de découvrir des arts - Bohême baroque, Moravie et Autriche, Michael Imhof Verlag, Petersberg, 2004.